# وندلیا (میزوری)
وندلیا، میزوری (به انگلیسی: Vandalia, Missouri) یک شهر در ایالات متحده آمریکا است که در میزوری واقع شده‌است.

## خصوصیات
وندلیا ۵٫۸۳ کیلومترمربع مساحت و ۳٬۸۹۹ نفر جمعیت دارد و ۲۳۲ متر بالاتر از سطح دریا واقع شده‌است.